# Liubov Russànova
Liubov Russànova   (Krasnodar, 2 de febrer de 1954) és una nedadora russa, ja retirada, especialista en braça, que va competir sota bandera de la Unió Soviètica durant la dècada de 1970.
El 1976 va prendre part en els Jocs Olímpics d'Estiu de Montreal, on va disputar dues proves del programa de natació. En els 100 metres braça va guanyar la medalla de plata, mentre en els 200 metres braça guanyà la de bronze.
En el seu palmarès també destaca una medalla de plata en el Campionat del Món de natació de 1973, així com tres campionats soviètics.
Es va graduar a la Universitat Estatal d'Educació Física de Kuban, a Krasnodar. Després de retirar-se el 1976, va treballar com a entrenadora de natació. A la dècada del 2000 encara competia en la categoria de màsters.